# Kapitalbalans
Kapitalbalansen är ett mått som används inom nationalräkenskaper och makroekonomi och är en del av betalningsbalansen. Den består av två huvudkomponenter: Kapitaltransfereringar samt Överlåtelse av rättigheter m.m. Fram till år 1997 kallades Finansiella balansen för Kapitalbalans.

## Kapitaltransfereringar
- Gåvor med syfte att mottagaren skall göra en realinvestering, exempelvis u-bistånd och strukturbidrag från EU.
- Överföring av finansiell tillgång utan motprestation.
- Överföring av äganderätten till en anläggningstillgång, t.ex. när börsföretag skänker delar av sina aktieportföljer till sina aktieägare.
- Arv och migration.

## Överlåtelse av rättigheter m.m.
- Förvärv/Avyttring av icke-producerade icke-finansiella tillgångar, dvs överlåtelse av rättigheter (patent, copyright m.m.).